# 灰色苑 (南卡罗来纳州)
灰色苑（英文：Gray Court），是美国南卡罗来纳州下属的一座城市。城市类型是“Town”。其面积大约为1.87平方英里（4.85平方公里）。根据2010年美国人口普查，该市有人口795人，人口密度约为每平方 英里424.23人（约合每平方公里163.8人）。